# Tapas Mishra
Tapas Mishra (Hindi तापस मिश्रा) ist ein indischer Wirtschaftswissenschaftler.

## Leben
Er ist Professor und Leiter des Fachbereichs Banking and Finance an der Southampton Business School, University of Southampton. Nach der Promotion 2006 (Dynamics of Demographic Changes and Economic Development) bei David de la Croix an der Université catholique de Louvain ist er Gründungsdirektor des Center for Empirical Research in Finance and Banking. Er ist Absolvent von CORE, UCL, Belgien, und der Delhi School of Economics, Delhi University of India.
Seine Forschungsinteressen sind langes Gedächtnis; Green Finance und Unternehmenskultur; Fusionen und Übernahmen, Stochastisches Wirtschaftswachstum; Makroprudenzielle Politik und Stresstests; Ökologische und demografische Volatilität; Modellierung von Kryptowährungen; Klimafinanzierung, Small Business Economics und Modellierung der Innovationsverbreitung; Demographie-Wachstum-Umweltverflechtung und raumzeitliche Modelle.

## Schriften (Auswahl)
- mit Adusei Jumah und Mamata Parhi: Age-structured human capital and spatial total factor productivity dynamics. Wien 2008.
- mit Théophile T. Azomahou: Stochastic environmental effects, demographic variation, and economic growth. Maastricht 2009.
- mit Claude Diebolt und Mamata Parhi: Dynamics of distribution and diffusion of new technology. A contribution to the historical, economic and social route of a developing economy. Cham 2016, ISBN 3-319-32743-7.
- mit Subhadip Mukherjee und Soumyatanu Mukherjee: Export under background risk. A mean-variance decision analysis for Indian manufacturing firms. Nottingham 2020.